# Ruddy Aboab
Pour les articles homonymes, voir Aboab.
Ruddy Aboab est né le 1er octobre 1980 à Nice. Il est directeur de FIP et co-programmateur du Festival Rock en Seine. Il a été directeur de la musique de Radio Nova.

## Biographie
En 2003, Ruddy Aboab est responsable Presse Mode à La Samaritaine. Il rencontre Jacques Massadian, bras droit de Jean-françois Bizot, qui lui propose un stage à Radio Nova. Il y passe 18 ans, période pendant laquelle il devient chargé de promotion et d’évènements. Il crée les Nuits Zébrées avec Marc-antoine Millanvoye et Marc H’Limi. Il programme les « Nova Sessions » en coproduction avec France TV et Culturebox. Les concerts sont diffusés en direct sur France Ô et France 4. Parallèlement, il crée le « Nova Mix Club ».
En septembre 2015, Ruddy Aboab est nommé directeur artistique de Radio Nova par Matthieu Pigasse,.
En octobre 2016, il s’installe au coté d’Édouard Baer aux commandes de la matinale de Radio Nova. Le rendez-vous s’appelle Plus près de toi, sur la tranche 7/9h. Deux fois par semaine, des sessions live clôturent l'émission sous la verrière de Radio Nova.
Au printemps 2020, Emmanuel Hoog le nomme directeur de la musique de Radio Nova.
Depuis la même année, Ruddy Aboab est aussi co-programmateur de Rock En Seine à Saint-Cloud, festival pour lequel il collaborait depuis 2017 en tant que membre du comité de programmation.
Été 2020, encore en pleine pandémie et sous-couvre-feu, il programme et initie, avec Emmanuel Hoog et Didier Varrod, l'émission Le festival des festivals, depuis le site de Rock en Seine, pour France 2 et France Inter. La soirée est présentée par Nagui et Leïla Kaddour-Boudadi. Le 3 janvier 2022, Sibyle Veil, directrice générale de Radio France, nomme Ruddy Aboab directeur de FIP,
Au cours de la saison radiophonique 2024/2025, il accélère la mutation et le succès de Fip, permettant à la chaîne du groupe Radio France de réaliser des records d'audience historique, dépassant notamment pour la première fois dans l'histoire de la radio les 800 000 auditeurs quotidiens mesurés par Médiametrie.

## Décoration
- Chevalier de l'ordre des Arts et des Lettres (2025)[8]